# Avispas Negras
Avispas Negras es el nombre con que son conocidas las fuerzas especiales de las Fuerzas Armadas Revolucionarias de Cuba (FAR). 
Su entrenamiento resulta ser muy específico con tal de que puedan afrontar un posible ofensiva a la isla. Se crearon oficialmente a finales de la década de los 80's del siglo XX, más precisamente el 1 de diciembre de 1986, pero una década anterior, ya existían unidades de misión especial que actuaron como parte del Ministerio de las Fuerzas Armadas Revolucionarias (MINFAR), denominas "Tigres" y "Leones" en Angola, por lo que se considera que fue en el año 1977, cuando el MINFAR decidió tener sus propias fuerzas especiales, tras depender de las tropas especiales del Ministerio del Interior de Cuba (MININT) en la Batalla de Quifangondo, Angola, a finales de 1975.

## Estructura, vestimenta y entrenamiento
Su uniforme consiste en camisa y pantalón de camuflaje tipo ameba, y una boina de color verde. Es importante destacar que hasta el año 2011 se usaban una boina roja, la cual fue reemplazada por la actual la boina verde, ya que por motivos de camuflaje no era muy recomendable su uso en la selva, aunque también emplean una capucha de color verde oscuro o simplemente una gorra militar normal. quedando la boina de color rojo solo para las Tropas de Prevención (Policía Militar) y el escudo de una avispa negra con el aguijón listo para atacar, en un monograma en el brazo izquierdo. También estas tropas son expertos en técnicas de enmascaramiento, uso de los entornos selváticos para poner trampas mortales y su sistema de combate cuerpo a cuerpo es el Kioksul, que es un arte marcial militar.
Los "Avispas Negras" trabajan en subgrupos compuesto por 5 miembros, que pueden ser hombres o mujeres. Sus bases principales están en la antigua cárcel militar "El Pitirre", localizada en el Kilómetro 8 de la Autopista Nacional, y en "Playa Baracoa" se encuentra su Brigada Móvil, cercana a la zona del puerto El Mariel, actual provincia de Artemisa. Su campo de entrenamiento principal se denominaba "El Cacho", en la provincia de Pinar del Río, también nombrado "Academia Baraguá", este centro de entrenamiento se encuentra cerrado desde el año 2014. La actual Academia de las Avispas Negras es La Escuela Interarmas de las FAR "General Antonio Maceo" orden Antonio Maceo, ubicada en Ceiba del Agua, en la provincia de Artemisa. Su entrenamiento es altamente riguroso. En su graduación, los soldados, cadetes y oficiales profesionales de esta fuerza realizan ejercicios en la Ciénaga de Zapata o en los pantanos al sur de la Isla de la Juventud (antes, Isla de Pinos), unos enormes humedales ubicados ambos al oeste de Cuba, en condiciones de supervivencia estrictas. Aprobar dichos ejercicios significa graduarse.
Las "Avispas Negras" han recibido entrenamiento de oficiales de las fuerzas especiales vietnamitas, norcoreanas, chinas, así como las Tropas Aerotransportadas de Rusia (VDV) y los Spetsnaz rusos, ellos aprendieron a comunicarse y moverse silenciosamente a través de estrechos túneles bajo tierra.

## Armamento
El armamento es muy variado y en gran parte es el mismo que ocupan el resto de las Fuerzas Armadas Revolucionarias de Cuba (FAR) aunque en los últimos años se han visto (en los desfiles militares ya que las FAR tiene un celoso hermetismo sobre su tecnología) nuevas armas que incluyen armamento de fabricación nacional y antiguo armamento soviético modernizado con accesorios como los visores ópticos Vilma y silenciadores además de fusiles anti-material de los cuales sus características se mantienen en alto secreto. 
- AKMS (de fabricación nacional con culata y guardamano de polímero en vez de madera y cargador de baquelita)
- AKMSB (como indica la letra "B" esta versión es la misma que el AKMS, pero cuenta con silenciador y la mira red-dot de fabricación cubana "Vilma")
- AKML
- VSS Vintorez
- AS Val
- AMD-65 (fusil de asalto húngaro basado en el AK-47, con culata plegable y que es usada por los paracaidistas)
- SVD Dragunov
- Ametralladora PKM
- Ametralladora ligera RPK
- Mambí (fusil anti-helicóptero de 14,5 mm, diseñado y fabricado en Cuba)
- Alejandro (fusil de cerrojo usado por los francotiradores).
- RPG-7V (arma antitanque)
- RGD-5 (granada de mano antipersona)
- RKG-3 (granada de mano antitanque)
- 9K38 Igla (lanzamisil antiaéreo portátil)
- PM Makarov (pistola de uso personal de diseño ruso, fabricada bajo licencia en Cuba)
- Stechkin APS, 9 x 18 Makarov (pistola ametralladora con cargador de 20 balas)
- APB, 9 x 18 Makarov, versión con silenciador de la Stechkin APS (esta arma también puede clasificarse como un subfusil)
- CZ 75, de 9 mm.
- Morteros de 60 y 120 mm
- Cargas de demolición (TNT principalmente)

## Vehículos
Las "Avispas Negras" cuentan con una serie de vehículos de distinto tipo para hacer a esta fuerza lo más móvil posible en caso de un ataque a la isla, entre los cuales figuran: 
- Fiero: vehículo todo terreno altamente móvil y bien armado con lanzagranadas AGS-17 en el techo y una ametralladora PKM.

- Iguana: una especie de Hummer cubano, armado con una ametralladora NSV de 12,7 mm en el techo. El nombre de Iguana es extraoficial, ya que los datos sobre este vehículo son muy escasos y su denominación exacta es desconocida.

- UAZ: es el todo terreno estándar de las FAR. Las Avispas Negras cuentan con distintas versiones de este vehículo, incluyendo una muy bien armada con una ametralladora PKM, un lanzagranadas AGS-17 y un cañón sin retroceso SPG-9.

- BRDM2: son usados por los cuerpos de exploración de las Avispas Negras y cuentan con el armamento estándar como la ametralladora PKT y la ametralladora pesada KVPT.

- BTR60: Usados también con los cuerpos de exploración en pocas cantidades.